# 波南鰍
波南鰍（學名：Schistura pawensis）為輻鰭魚綱鯉形目條鰍科南鰍屬的其中一種。分布於亞洲緬甸南波河、密支河流域，體長可達3.1公分，棲息在水質清澈、流動的河川底層水域，生活習性不明。

## 扩展阅读
維基物種上的相關：波南鰍